# 工人党 (法国2023年)

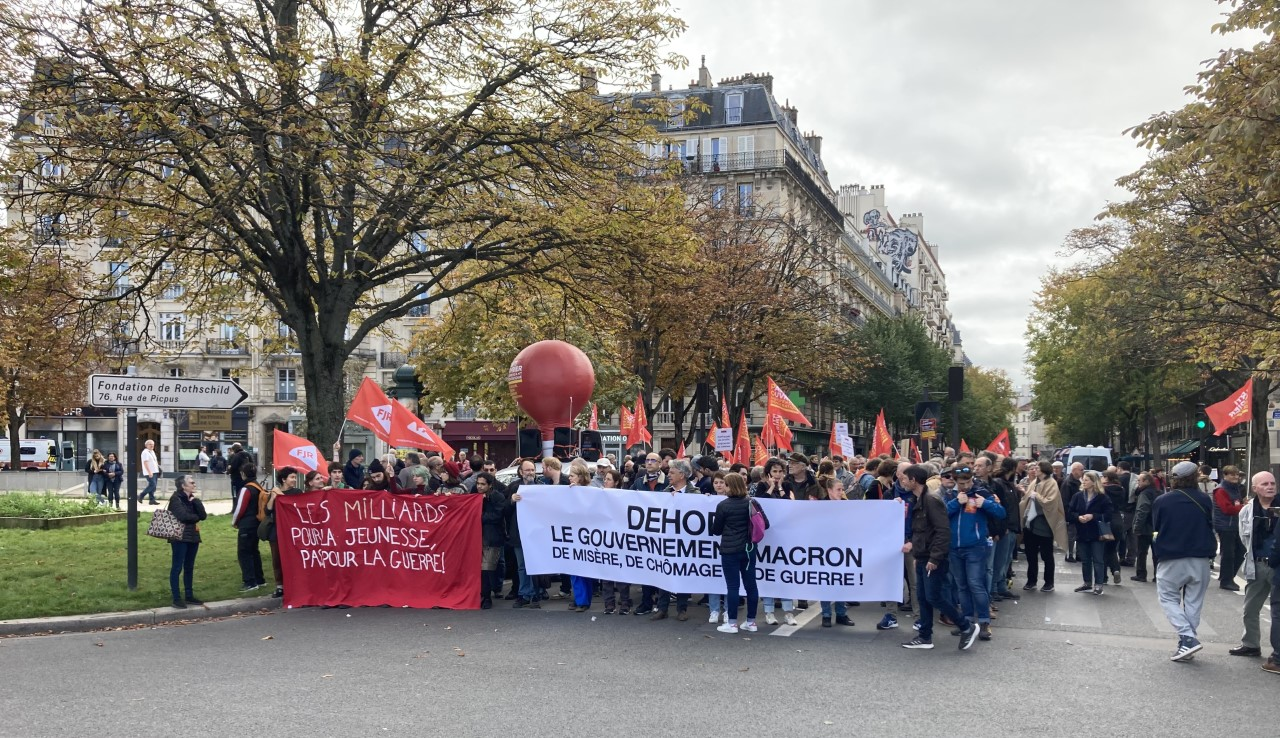
2022年10月16日，民主独立工人党和青年革命者联盟在巴黎举行抗议高生活成本的示威游行。

工人党（法語：Parti des travailleurs）是法国的一个托洛茨基主义政党。2015年11月下旬，独立工人党在巴黎举行第五次代表大会，以达尼埃尔·格吕克斯坦为首的“国际主义共产主义潮流”（独立工人党内部最大的派系）中的超过700名成员认为党的领导层没有尊重党内大多数成员的意见，另行召开了一个代表大会，决定成立民主独立工人党。2023年12月，该党改名为工人党。
该党是跨国组织“工人和人民国际联络委员会”的成员。